# Camponotus repens
Camponotus repens é uma espécie de inseto do gênero Camponotus, pertencente à família Formicidae.